# Vladimír Daněk
Vladimír Daněk (* 30. června 1957 Praha) je český hráč a učitel deskové hry go, několikanásobný mistr České republiky a čestný předseda České asociace go.

## Životopis
Vladimír se narodil v Praze, kde vystudoval gymnázium Wilhelma Piecka (v současnosti gymnázium Christiana Dopplera) s matematickým zaměřením.
Po dokončení gymnázia nastoupil na Matematicko-fyzikální fakultu Univerzity Karlovy. Po promoci v roce 1981 nastoupil na ÚT ČSAV v aplikované matematice (v současnosti Ústav termomechaniky AV ČR v.v.i.), kde získal titul Kandidát věd ve zkratce CSc. za práci na téma Numerické řešení transsonického proudění. Zde také působil do roku 1991. Poté toto zaměstnání opustil, aby se aktivně věnoval go, a to včetně založení živnosti na prodej herního materiálu. Tuto živnost provozoval do roku 2020.

## Goistická kariéra
Vladimír se od dětství do svých 16 let věnoval šachu. S go se poprvé seznámil v maturitním ročníku (měsíc před maturitou), ale dle svých slov ho hra v té době (1976) příliš nezaujala. To se radikálně změnilo během studia na pražském matfyzu, při kterém působil jeden z největších československých klubů go – Matfyz Praha.
Po dvou letech hraní (1978) dosáhl na třídu 1. dan v turnaji v Budapešti. V roce 1980 již patřil mezi tři nejsilnější československé hráče. Na mistrovství republiky skončil na druhém místě. O titul byl připraven prohrou s V. Nechanickým, kdy se i potřetí vzdal tahu (pas). Mistrem Československa se stal poprvé hned rok následující 1981, a poté ještě šestkrát. Následně se stal ještě 5krát Mistrem České republiky. V letech 1981–1993 byli jeho největšími soupeři Petr Winkelhofer, Richard Knecht, Jiří Emmer, Petr Cipra a Miroslav Poliak. Od roku 1993 především Radek Nechanický.
Největším celosvětovým úspěchem bylo dosažení 6. místa (3 výhry z 5) na Mistrovství světa amatérů v roce 1983.
V letech 1983 až 1991 se věnoval go spíše okrajově, především se zaměřoval na práci v ÚT ČSAV v aplikované matematice. Změnu přinesl až rok 1991, kdy na Mistrovství Evropy vybojoval 3. místo a začal přemýšlet o možnosti věnovat se go naplno. Souboj go s matematikou vyhrálo go. Po opuštění akademie odehrál po Evropě 30–35 turnajů za rok.
Největšího úspěchu v Evropě dosáhl v roce 1997, na ME v Marseille kde byl vyhlášen mistrem Evropy. Nyní je veden na 2. místě, jako mistr je uváděna Guo Juan,která ME hrála jako 5. profi dan z Číny, ale později proti výsledku protestovala, neboť už měla holandský pas.
Vladimírův nejvyšší rating byl 2635 bodů, který vybojoval v roce 1997.
V roce 2016 se dostal do finále v turnaji o titul Go Baron, kde byl poražen svým žákem Lukášem Podpěrou.
Vladimír Daněk za svoji kariéru hráče go odehrál přes 500 turnajů, z toho 415 je jich zaznamenáno v EGD. Předsedou České asociace go byl v letech 1992–1998 a 2010 – 2016, Pražský mezinárodní turnaj pořádá od roku 1991, také řadu menších akcí. Byl hlavním pořadatelem 2 Evropských Go Kongresů (Mistrovství Evropy) v roce 1993 v Praze, v roce 2015 v Liberci, MS žáků a juniorů v Praze 2013 atd..

## Herní úspěchy
- finále turnaje o titul Go Baron 2016
- 1. místo na Mistrovství Evropy týmů[20] v 2013, Polsko, Olsztyn
- 2. místo na Mistrovství Evropy 1997
- 3. místo na Mistrovství Evropy 1991
- 6. místo Mistrovství světa amatérských hráčů go 1983
- pětinásobný mistr České republiky
- sedminásobný mistr Československa

## Galerie

Na srazu maturantů bývalého gymnázia Wilhelma Piecka v Praze
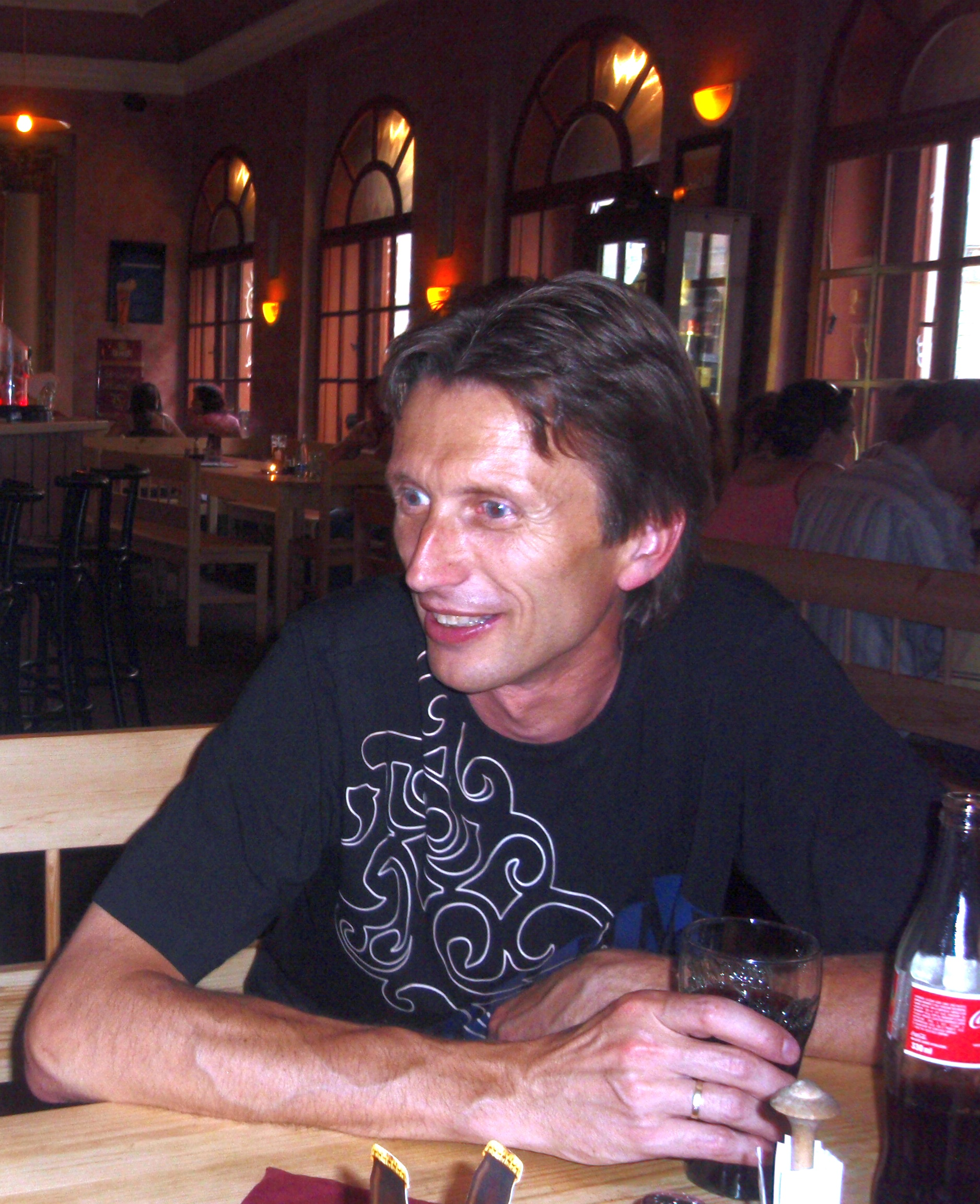
Rok 2007
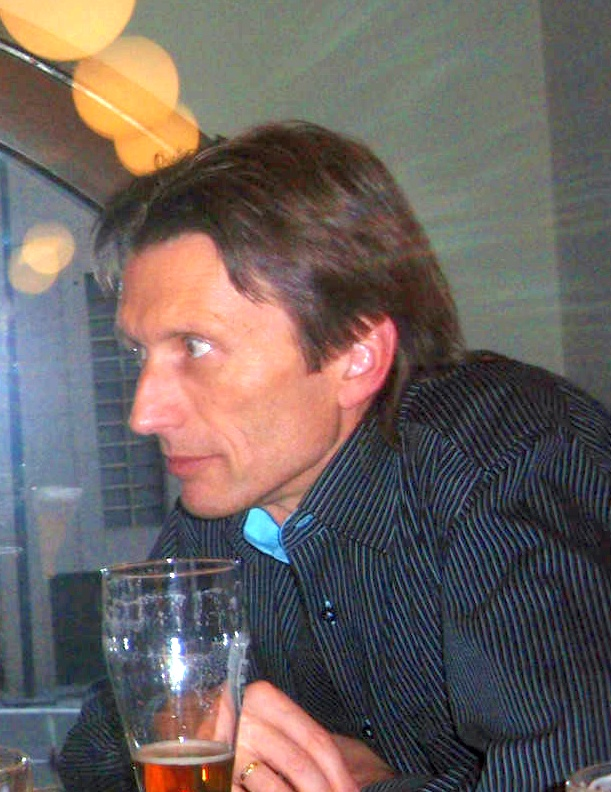
Rok 2014
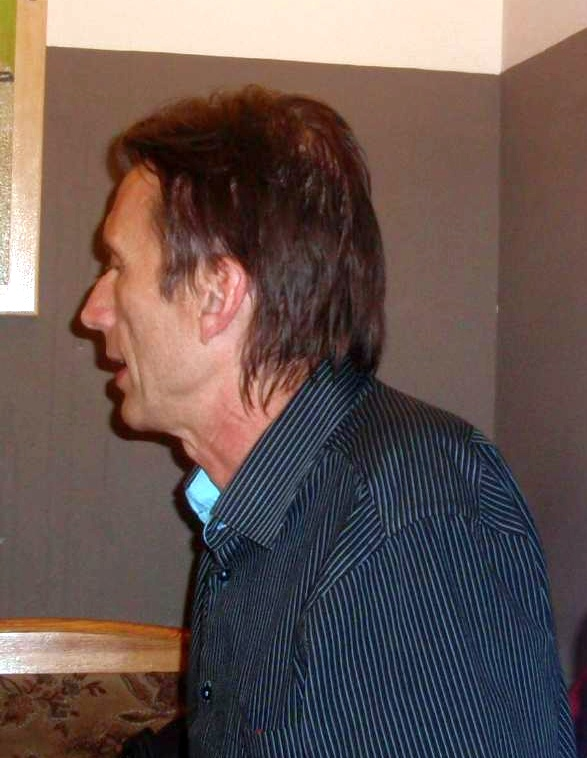
Rok 2016
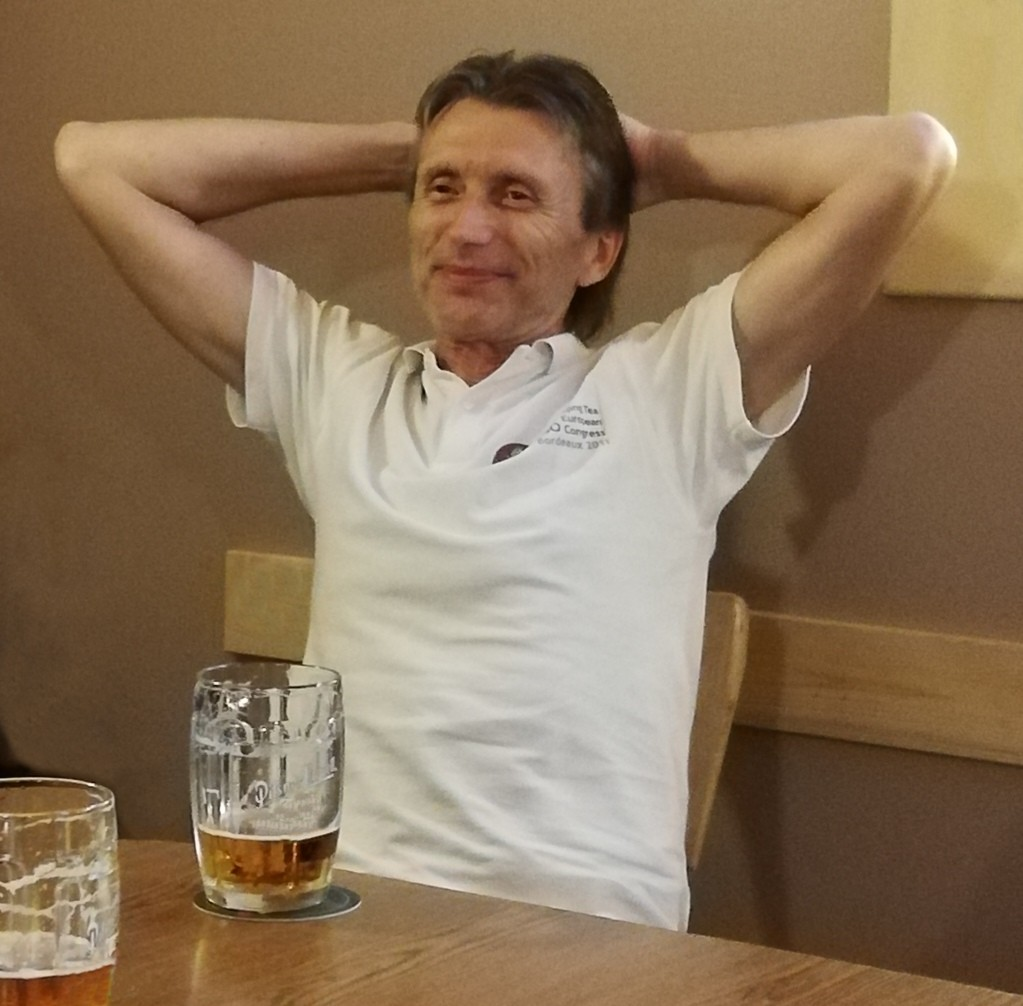
Rok 2023